# りゅう座カイ星
りゅう座χ星 (りゅうざカイせい、Chi Draconis, Chi Dra, χ Dra) は、太陽系から26光年離れた位置にあるりゅう座の連星系である。バテンタバン・ボレアリスという固有名もあり、これはアラビア語の بطن الثعبان （baţn al-thubān, 竜の腹）に由来する。

## 概要
りゅう座χ星の主星は黄白色のF型主系列星で、質量は太陽より3%大きく、光度は2倍近くに達する。伴星は橙色のK型主系列星で、質量・光度ともに太陽より小さい。りゅう座χ星系の金属量は太陽比で30%以下 ([Fe/H]=-0.58) と低い値を示している。
1898年にこの系が分光連星となっていることが発見された。現在では技術の向上により2つの天体の相対位置を実測することが可能になっている。両天体の平均距離はほぼ太陽と地球の距離に相当し、281日をかけて離心率0.41の楕円軌道を周回している。ハビタブルゾーン内の惑星は二つの恒星の重力によって軌道が乱されるため、安定した軌道を保てない。
視線速度や固有運動に基づいた計算では、りゅう座χ星は今から15万6000年前に太陽系に最接近し、その際の太陽系からの距離は16光年だったと考えられている。現在は32km/sの速さで太陽系から遠ざかりつつある。